# 高橋丈夫
高橋丈夫（1970年7月25日—）為日本的資深男性動畫師、動畫導演、作畫監督、動畫演出家，IMAGIN出身。
代表作有擔任導演的《秋日天空》、《狼與香辛料》、《緣之空》、《美少女死神 還我H之魂！》和《魔王勇者》。

## 參加作品

### 電視動畫
1995年
- 天地無用！（動畫師）

2000年
- 袖珍女侍小梅（原畫）
- 捍衛者 GATE KEEPERS（作畫監督）
- 第一神拳（原畫）

2001年
- 妹妹公主（分鏡）

2002年
- 迷糊天使（演出）
- 爆彈小新娘（副導演、分鏡、演出）
- 銀河天使 第三季（分鏡、演出）

2004年
- 超變身巫女祈鬥士（導演、分鏡）
- 超變身角色扮演前傳（導演、分鏡）
- LOVE♥LOVE?（導演、分鏡）
- 薔薇少女 第一季（分鏡、演出）

2005年
- 我太太是高中生（分鏡）
- 草莓100%（分鏡）

2006年
- 彩雲國物語 第一季（分鏡）
- 夢使者（分鏡）
- 草莓狂熱（分鏡）
- 彩雲國物語 第二季（分鏡）

2007年
- 怪物王女（分鏡）

2008年
- 狼與辛香料 第一季（導演、分鏡、演出）

2009年
- 狼與辛香料 第二季（導演、分鏡）

2010年
- 聖痕鍊金士 第一季（分鏡）
- 緣之空（導演）

2011年
- 聖痕鍊金士 第二季（分鏡）
- 魔乳秘劍帖（分鏡）
- 迷茫管家與膽怯的我（分鏡）

2012年
- 要聽爸爸的話！（分鏡）
- 美少女死神 還我H之魂！（導演、分鏡）

2013年
- 魔王勇者（導演）
- 萌萌侵略者 OUTBREAK COMPANY（分鏡）

2014年
- HAMATORA ─超能偵探社─（分鏡）
- RAIL WARS! -日本國有鐵道公安隊-（分鏡）

2015年
- 六花的勇者（導演）

2017年
- 雛子的筆記（總導演、分鏡）

2018年
- citrus ～柑橘味香氣～（導演）

2019年
- 臨死！！江古田（日语：臨死!!江古田ちゃん）（第9話 導演）
- 女高中生的虛度日常（總導演）

2024年
- 狼與辛香料 MERCHANT MEETS THE WISE WOLF（總導演）

### OVA

#### 一般
- 紺碧艦隊（原畫）
- 萬有引力（1999年，原畫）
- 秋日天空（2009年，導演）
- 秋日天空 〜在夢中〜（2010年，導演）
- 暧昧！萌Can change（日语：萌えCanちぇんじ!）（2012年，分鏡）
- 巨蟲列島（2019年，總導演）

#### 18禁
- Can Can Bunny Extra（原畫）
- 遺作（原畫）
- 鬼作（分鏡）
- 鬼作 魂（分鏡）
- YU-NO（作畫監督）
- エルフィーナ（分鏡）
- ELLE（人物設計、分鏡、作畫監督）
- SeptemCharm 魔法少女加奈（原畫、分鏡）
- 妻みぐい（分鏡）
- 空之色，水之色 上卷（監修、分鏡）

### 劇場版動畫
- 劇場版 魔法老師！ ANIME FINAL（2011年，分鏡）
- 巨蟲列島（2020年，總導演）

## 相關項目
- 日本動畫師列表

## 外部連結
- 高橋丈夫在動畫新聞網百科全書中的資料（英文）